# Ensemble simplicial
En mathématiques, un ensemble simplicial X est un objet de nature combinatoire intervenant en topologie. Il est la donnée :
- d'une famille (Xn) d'ensembles, indexée par les entiers naturels, les éléments de Xn étant pensés comme des simplexes de dimension n et
- pour toute application croissante{\displaystyle f:\{0,\dots ,m\}\rightarrow \{0,\dots ,n\},}d'une application{\displaystyle X(f):X_{n}\rightarrow X_{m},}

le tout tel que
Autrement dit : X est un foncteur contravariant, de la catégorie simpliciale Δ dans la catégorie Set des ensembles, ou encore un foncteur covariant de la catégorie opposée Δop dans Set.

## Exemple
À tout complexe simplicial abstrait (V, Σ) est associé naturellement l'ensemble simplicial X dont les n-simplexes sont les applications g de {0, … , n} dans V dont l'image appartient à Σ, avec X(f)(g) = g ∘ f.

## Homologie
Soit K un anneau commutatif. À tout ensemble E est associé un K-module libre K[E] de base E donc par fonctorialité, à tout ensemble simplicial X est associé un K-module simplicial M = K[X] : pour tout entier n, le module Mn est le K-module libre K[Xn] et (en notant [n] l'ensemble totalement ordonné {0, 1, … , n}) pour toute application croissante f : [m] → [n], l'application linéaire M(f) : Mn → Mm est l'application K[X(f)] : K[Xn] → K[Xm] induite par X(f) : Xn → Xm.
Par ailleurs, à tout module simplicial M on associe naturellement un complexe de chaînes en posant, pour tout n :
{\displaystyle \partial _{n}=\sum _{i=0}^{n}(-1)^{i}M(\delta _{i}^{n}):M_{n}\rightarrow M_{n-1},}
où δin : [n – 1] → [n] désigne la ie coface, c'est-à-dire l'injection croissante de [n – 1] dans [n] dont l'image ne contient pas i.
L'homologie simpliciale (à coefficients dans K) de l'ensemble simplicial X est par définition l'homologie du complexe de chaînes associé au module simplicial K[X].
Elle ne dépend par construction que de la structure de module semi-simplicial déduite de K[X], donc de celle d'ensemble semi-simplicial (en) déduite de X, par oubli des dégénérescences.